# Gran Túnel Línea Amarilla
El túnel Línea Amarilla, oficialmente Gran Túnel Línea Amarilla, es una vía subfluvial ubicada en la ciudad de Lima, capital del Perú. Está construido completamente bajo el lecho del río Rímac a lo largo de 1.8 km. Forma parte de la vía expresa Línea Amarilla.
Su construcción inició el 24 de enero de 2012, finalizó en enero de 2018 y fue puesto en funcionamiento el 15 de junio del mismo año, en conjunto con toda la autopista.

## Historia
En noviembre de 2009, se firmó el contrato de concesión entre la constructora brasileña OAS y la municipalidad de Lima para construir una vía expresa que incluía un túnel de 2 km bajo el río Rímac. La autopista sería nombrada Línea Amarilla hasta el cambio de nombre en el 2011 con la gestión de Susana Villarán, quien la nombró Vía Parque Rímac. 
La construcción del túnel inició el 24 de enero de 2012 y se estimó que sería culminado en julio de 2015. El 28 de diciembre de 2012, uno de los muros que encauzaba el río Rímac colapsó inundando las obras del túnel. El 9 de octubre de 2015, se inició la construcción del túnel bajo el puente Trujillo.
La operación y mantenimiento del túnel están a cargo de la concesionaria Lima Expresa, perteneciente a la compañía francesa Vinci.

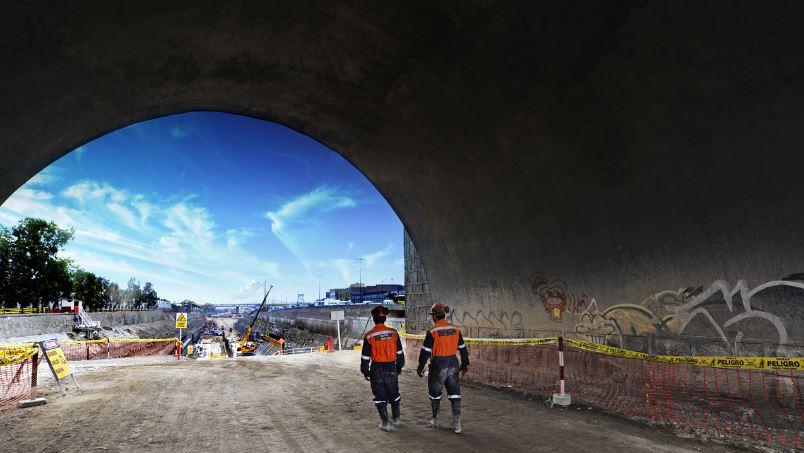
Trabajadores del túnel bajo el Puente de Piedra.